# Rickard Rakell
Rickard Rakell (Sundbyberg, Suecia, 5 de mayo de 1993), apodado Raks o Ricky, es un jugador profesional sueco de hockey sobre hielo que se desempeña en la posición de extremo derecho en Pittsburgh Penguins, equipo de la National Hockey League (NHL).

## Carrera
Fue seleccionado en la primera ronda en la NHL Entry Draft de 2011. En 2012 hizo su debut profesional con el equipo Anaheim Ducks, en el cual jugó diez temporadas (2012-2021), después pasó a Pittsburgh Penguins, donde lleva jugando tres temporadas.